# Микитенко Іван Кіндратович
Іван Кіндратович Микитенко (25 серпня (6 вересня) 1897, Рівне, Херсонська губернія, Російська імперія (нині Кіровоградська область, Україна) — 4 жовтня 1937, околиця Харкова, Українська РСР) — український письменник і драматург доби розстріляного відродження.

## Життєпис
Народився в родині селянина-середняка. Навчався у містечку Рівному Херсонської губернії (нині Кіровоградська область) в двокласній міністерській школі, по закінченні якої в 1911 році вступив до Херсонського військово-фельдшерського училища.
У грудні 1914 року сімнадцятилітнього «лікарського помічника» Микитенка відправляють на фронт. Він брав участь у діяльності революційного полкового комітету, обраний його членом в дні Лютневої революції, — це згодом знайшло художнє відображення в його останній п'єсі «Як сходило сонце».
Через три роки тяжко хворий, з обмороженими ногами, повернувся з фронту. Одужавши, бере активну участь у боротьбі з тифом в селах Єлисаветградщини, завідує лікпунктом у селі Нечаївці, а також пише вірші і короткі п'єси на злободенні теми.
1922 року Нечаївський комітет незаможників направляє Івана Микитенка на навчання до
Одеського медичного інституту. В Одесі він стає членом літературного об'єднання «Потоки Октября». Незабаром у місцевих газетах з'являються перші його публікації (вірші, фейлетони, нариси, оповідання і статті), випробовує себе і в прозі, насамперед у жанрі «малих форм» — новелах, оповіданнях: «Гордій» (1923), «Більшовики» (1923), «У вершині» (1923), «Нуник» (1923). В ці ж роки надруковані оповідання (цикл «Етюди червоні»), що увійшли до першої прозової збірки «На сонячних гонах» (1926), та п'єса «У боротьбі» (1926). Не залишаючи навчання, І. Микитенко працює на посаді завлітчастиною Одеської укрдерждрами, а згодом керує письменницькою філією «Гарту».

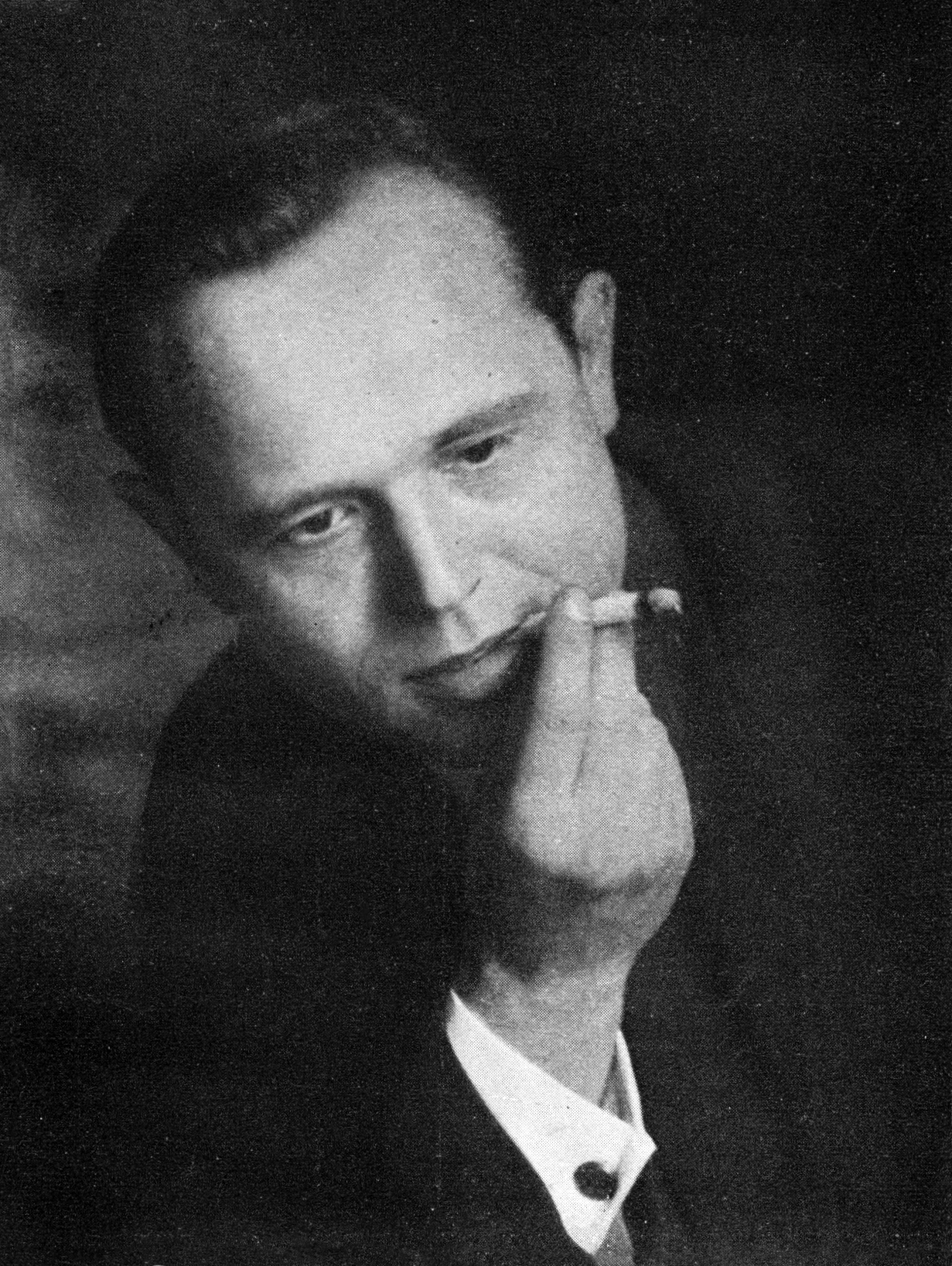
Іван Микитенко. 1928 рік

Наприкінці 1926 року був викликаний до Харкова, де 1927 року закінчує Харківський медичний інститут і бере активну участь у підготовці Всеукраїнського з'їзду пролетарських письменників. Згодом стає одним з керівників ВУСППу.
У 1926—1928 pp. з'являються п'єса «Іду», поема «Вогні», повісті «Антонів огонь», «Брати», «Гавриїл Кириченко — школяр» (пізніша назва — «Дитинство Гавриїла Кириченка»), «Вуркагани».
В Харкові деякий час живе у недоброї пам'яті будинку «Слово».

Меморіальна дошка Іванові Микитенку на будинку письменників Роліт у Києві

Невелика повість «Брати» (1927) була помітним явищем у прозі 20-х років, неодноразово перевидавалася й перекладалася.
«Гавриїл Кириченко — школяр» — перший значний автобіографічний твір І. Микитенка.
Прозова збірка «Вуркагани» (1928) містила ряд творів, — «Антонів огонь», «Над морем», «Homo sum» («Людина») та ін., — а також повісті про дітей.
Під враженням поїздок до Німеччини, Польщі, Чехословаччини Микитенко пише книжку дорожніх нарисів і нотаток «Голуби миру» (1929 рік, в російському перекладі — 1930 рік). У 1931 році О. Лісничий, тодішній голова Лисичанського райвиконкому Донецької області, дав письменникові свій рукопис «Партизани» для рецензії. Цей примірник зберігся в архіві І. Микитенка.
1933 року з'являється перша книга роману «Ранок», присвячена темі перевиховання «важких» підлітків, недавніх безпритульних. «Ранок» — найбільший прозовий твір, роман, задуманий як значне епічне полотно, не був завершений письменником (написана тільки перша книга).
Одночасно з прозовими творами з'являються п'єси: «Диктатура» (1929), «Світіть нам, зорі» (1930; друга назва «Кадри»), «Справа честі» (1931), «Дівчата нашої країни» (1933), соціальна драма «Бастілія божої матері» (1933), побудована на матеріалі першого розділу роману «Ранок». З появою п'єси «Диктатура» прийшов перший серйозний успіх. Історик вітчизняної літератури Юрій Шевельов так згадував цей успіх «Диктатури» у постановіці Леся Курбаса, проти якого Микитенко висував політичні обвинувачення:

| Це була найкраща вистава Курбаса після «Золотого черева». Бо в виставах п’єс Миколи Куліша праця Курбаса, хоч яка блискуча, була інтерпретаційна — він насамперед пояснював текст Куліша, він як режисер свідомо підпорядковувався драматургові. Тут більше важила праця режисера з акторами, не його самостійний задум. У перелицьованій «Диктатурі» текст мало важив, це була вистава режисера, і тому тут Курбас поставав на повний зріст. Це була справжня війна режисера проти невдахи драматурга, ляпас, якого Микитенко, певно, не забув, поки йому та його спільникам пощастило знищити Курбаса 1933 року.[6]. |.
Популярністю користувались і більшість наступних п'єс, поставлених не тільки в Україні, а й у багатьох містах: Москві, Ленінграді, Воронежі, Новосибірську, Мінську, Баку, Казані, Ташкенті та ін.
В ці ж роки І. Микитенко активно працює як один з керівників ВУСППу, а в 1932 року стає членом оргкомітету Спілки письменників СРСР.
Останні роки життя виступає переважно в галузі драматургії: пише комедії «Соло на флейті» (1933–1936) і «Дні юності» (1935—1936); історичну п'єсу «Маруся Шурай» (1934), яка є неопублікованою (але поставленою в кількох театрах) переробкою драми Михайла Старицького «Ой не ходи, Грицю, та й на вечорниці», героїчну драму «Як сходило сонце» (1937; надрукована 1962 р.). Збирав матеріали для наступних п'єс — про К. Маркса і Ф. Енгельса («Безсмертні»), про видатного вченого Філатова («Сліпі й зрячі»), однак не встиг їх написати.
Певну цінність являють спогади («Про себе», «В хвилини спогадів» та ін.), які містять чимало автобіографічних свідчень, оцінок письменником власних творів, його літературні погляди.
Загинув І.К. Микитенко 1937 року, ставши жертвою сталінського беззаконня. 3 жовтня 1937 року на партійних зборах Спілки радянських письменників України Івана Микитенка виключили з партії як «людину, яка приховувала від партії під час вступу і весь час перебування у партії своє куркульське походження, яка надала притулок своєму брату— куркульському бандиту, яка мала зв'язки з заклятими ворогами радянського народу— троцкистами і буржуазними націоналістами, який свідомо допомагав шкодити українській літературі». Наступного дня він повідомив дружину, що йде до НКВС здавати особисту зброю і не повернувся. За два тижні, 18 жовтня 1937 року, Івана Микитенка знайшли застреленим на околиці Харкова — за офіційною версією Іван Кіндратович Микитенко здійснив самогубство, хоча існують свідчення того, що смерть була насильницькою.
У 1956 році парторганізація Спілки письменників України розглянула питання «Про посмертну реабілітацію в партії І. Микитенка». Повідомлення з цього питання зробив тодішній секретар парткому Юрій Збанацький, його підтримали Олесь Гончар, Іван Цюпа, Леонід Первомайський, Микола Бажан, Іван Ле. Рішення партосередку було одностайним: «Скасувати постанову партійних зборів 1937 року про виключення з членів КПРС т. Микитенка Івана Кіндратовича як безпідставну».

## Родина
Дружина, Зінаїда Григорівна, закінчила Харківський інститут народної освіти, вчилася в аспірантурі, працювала вчителькою, померла в Києві 1973 року. Син, Олег Іванович — заслужений працівник культури України, близько трьох десятків років — головний редактор часопису «Всесвіт». Онук — Євген Олегович — дипломат, Надзвичайний і Повноважний Посол України в країнах Близького Сходу. Інший внук — Юрій Олегович — кандидат філології, редактор декількох столичних газет, головний редактор журналу «Всесвіт».

## Творчість

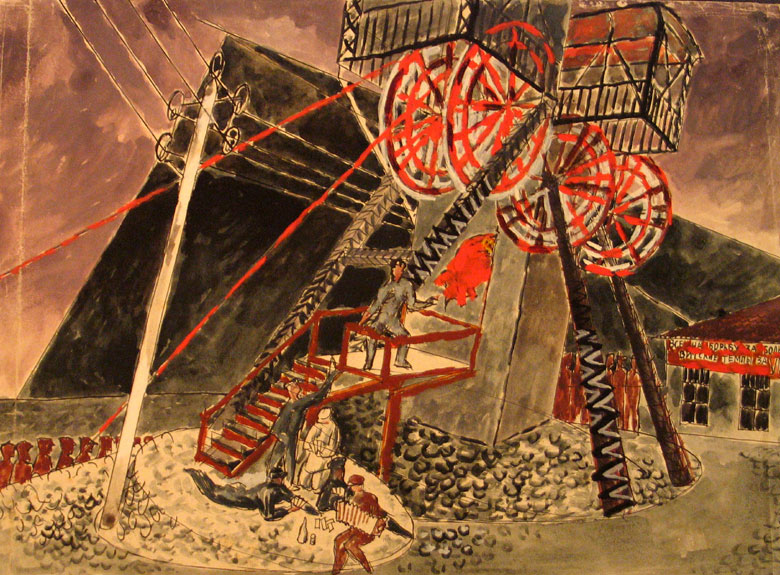
Гнат Нивинський. Ескіз декорації до вистави за п'єсою Івана Микитенка «Справа честі» в постановці МХТу-2-го. 1931 рік

В історію української літератури І. Микитенко входить передусім своїми найкращими п'єсами — драмами й комедіями (чим не закреслюється й значення помітніших його оповідань і повістей). Публіцистично загострена, дотепна й колоритна (а в останніх зразках — і більш зосереджена на реалістичному характерописанні) драматургія І. Микитенка була присвячена злободенним проблемам, відображала напругу соціальних змін у суспільстві й тому змогла донести до нашого часу гарячий подих своєї доби.

### Твори
- Вогні [Архівовано 30 листопада 2018 у Wayback Machine.] (1927)
- Над морем (1927)
- Homo sum (Людина, 1927)
- Антонів огонь (1927)
- Брати [Архівовано 30 листопада 2018 у Wayback Machine.] (1927)
- Дитинство Гавриїла Кириченка (1928)
- Вуркагани (1928)
- Голуби миру [Архівовано 30 листопада 2018 у Wayback Machine.] (1929)
- Ранок (1933).
- Микитенко І. Штабісти: розділ з роману / І. Микитенко. — 2-ге вид.. — Харків: Радян. літ., 1934. — 28 с. [Архівовано 29 листопада 2018 у Wayback Machine.]
- Микитенко І. Шинка / І. Микитенко. — Харків: Радян. шк., 1931. — 32 с.  [Архівовано 29 листопада 2018 у Wayback Machine.]
- Микитенко І. У Львові / І. Микитенко. — Харків: Літ. і мистецтво, 1930. — 40 с. [Архівовано 29 листопада 2018 у Wayback Machine.]
- Микитенко І. Тринадцята весна / І. Микитенко. — Харків: ГАРТ, 1930. — 59 с. [Архівовано 29 листопада 2018 у Wayback Machine.]
- Микитенко І. Торт / І. Микитенко. — Харків: Радян. шк., 1931. — 32 с. [Архівовано 29 листопада 2018 у Wayback Machine.]
- Микитенко І. Ранок: роман: в 2-х ч. / Ів. Микитенко. — Київ: Держ. літ. вид-во, 1935. — 380 с. [Архівовано 30 листопада 2018 у Wayback Machine.]
- Микитенко І. Нуник: оповідання / І. Микитенко. — Харків ; Київ: Держ. вид-во України, 1930. — 67 с. [Архівовано 30 листопада 2018 у Wayback Machine.]
- Микитенко І. На сонячних гонах / Іван Микитенко. — Харків: Держ. вид-во України, 1926. — 181 с. [Архівовано 30 листопада 2018 у Wayback Machine.]
- Микитенко І. На інтернаціональному фронті: доп. про укр. радян. літ. на другій світ. конф. революц. літ. / І. Микитенко. — Харків: ДВОУ: Літ. і мистецтво, 1931. — 31 с. [Архівовано 30 листопада 2018 у Wayback Machine.]
- Микитенко І. Кадильниця / І. Микитенко. — Харків ; Київ: Держ. вид-во України, 1930. — 71 с. [Архівовано 30 листопада 2018 у Wayback Machine.]
- Микитенко І. Вибрані твори / Ів. Микитенко. — Київ ; Харків: Держ. літ. вид-во, 1935. — 264 с. [Архівовано 30 листопада 2018 у Wayback Machine.]
- Микитенко І. Будні / І. Микитенко. — Харків ; Київ: Держ. вид-во України, 1930. — 63 с. [Архівовано 30 листопада 2018 у Wayback Machine.]

П'єси
- Іду [Архівовано 30 листопада 2018 у Wayback Machine.] (1926)
- Диктатура [Архівовано 30 листопада 2018 у Wayback Machine.] (1929)
- Світіть нам, зорі (Кадри, 1930)
- Справа честі (1931)
- Бастілія божої матері [Архівовано 30 листопада 2018 у Wayback Machine.] (1933)
- Дівчата нашої країни [Архівовано 30 листопада 2018 у Wayback Machine.] (1933)
- Маруся Шурай (1934)
- Соло на флейті (1933—1936)
- Дні юності [Архівовано 30 листопада 2018 у Wayback Machine.] (1937),
- Як сходило сонце (1937, опубліковано 1962 року)
- Микитенко І. Світіть нам, зорі: (кадри) / І. Микитенко. — 2-ге вид. — Радян. літ., 1933. — 120 с. [Архівовано 30 листопада 2018 у Wayback Machine.]

## Кіно
За його творами знято кінокартини: «Кінець Чирви-Козиря», «Соло на флейті» тощо. У с. Рівному йому відкрито Літературно-меморіальний музей. Письменнику присвячено документальні фільми: «Слово про письменника й громадянина» (1967), «Іван Микитенко» (1969).

## Вшанування
На честь Івана Микитенка у Києві на Воскресенці названа вулиця. Також ім'я Микитенка носить вулиця у Миколаєві.